# Associazione Calcio Mortara 1948-1949
Questa voce raccoglie le informazioni riguardanti l'Associazione Calcio Mortara nelle competizioni ufficiali della stagione 1948-1949.

## Rosa
| N. |                   | Ruolo | Calciatore         |
| -- | ----------------- | ----- | ------------------ |
|    | Italia (bandiera) | A     | Carlo Biraghi      |
|    | Italia (bandiera) | P     | Emilio Buttarelli  |
|    | Italia (bandiera) | C     | Piero Colli        |
|    | Italia (bandiera) | A     | Aldo Collimedaglia |
|    | Italia (bandiera) | A     | Giovanni Cuzzoni   |
|    | Italia (bandiera) | C     | Ruggero Di Cuonzo  |
|    | Italia (bandiera) | D     | U. Galletti        |
|    | Italia (bandiera) | A     | P. Giuliani        |

| N. |                   | Ruolo | Calciatore       |
| -- | ----------------- | ----- | ---------------- |
|    | Italia (bandiera) | D     | R. Lambertini    |
|    | Italia (bandiera) | C     | Luigi Mascherpa  |
|    | Italia (bandiera) | D     | E. Omedeo Zorini |
|    | Italia (bandiera) | D     | A. Re            |
|    | Italia (bandiera) | C     | José Spirolazzi  |
|    | Italia (bandiera) | A     | B. Vay           |
|    | Italia (bandiera) | A     | E. Zini          |
|    | Italia (bandiera) | A     | Renato Zorzolo   |